# Hamataliwa ursa
Hamataliwa ursa là một loài nhện trong họ Oxyopidae.
Loài này thuộc chi Hamataliwa. Hamataliwa ursa được George Stewardson Brady miêu tả năm 1970.